# Novorondonia bisignata
Novorondonia bisignata là một loài bọ cánh cứng trong họ Cerambycidae.